# 42nd Street Shuttle
De 42nd Street Shuttle is een korte metrolijn van de metro van New York die een verbinding verzorgt in Manhattan tussen de drukke stations Times Square-42nd Street en Grand Central-42nd Street onder 42nd Street.
Het is de kortste lijn in het hele metronetwerk met een totale lengte van 1,3 km, de rit duurt officieel slechts een minuut.
 ·  ·  ·  ·  ·  ·  ·  ·  · 